# 富山市民プール
富山市民プール（とやましみんプール）は、富山県富山市荒川の城東ふれあい公園内に所在する公立の屋内プール及び運動施設である。

## 概要
旧富山市民プールは、1965年7月17日に1964年東京オリンピック記念事業として、富山市東中野町の東中野公園内にて竣工した。当時は50mの公認競泳プールや飛び込み専用プール、25mの室内プールのほか児童用徒歩プールが設けられていて、当時は他県でも例の無い1ヶ所に多様なプールを有する施設であった。また、正面には噴水が設けられていた。
2000年（平成12年）に富山国体が行われることとなり、旧施設が老朽化と手狭であったことにより現在地に移転新築することになり、1997年（平成9年）7月16日に起工式を行い、1999年（平成11年）5月22日に開設された。総工費は約66億2,800万円である。

## 施設[5]
下記の施設はすべて屋内にある。

### プール
- 50mプール（50m×25m）
  - 1コース幅 2.5m、10コース（日本水泳連盟公認）
    - 稼働壁により分割可能で、25mずつに分ければ水球用コート2面可能。

  - 水深: 高水位 1.70m〜2.00m（競泳・水球・シンクロ競技可能）／低水位 1.40m〜1.70m
  - 観客席: 444席（可動スクリーン）
- 25mプール（25m×15m、7コース）
  - 水深: 1.00m（6コース）、0.60m（1コース）
  - 観客席: 60席
- 幼児用プール（ひょうたん形、水面積35.0m2）
  - 水深: 0.30m
- ジャグジー
- 更衣室、スポーツサウナ、浴室、シャワー室
- 大会役員室、指導員室

### その他
- フットネスルーム（トレーニング室）
  - 更衣室、シャワー室
- 研修室 2室（2分割可能）
- 多目的ホール 1室（2分割可能）
- 貴賓室、軽食・談話コーナー

## 交通アクセス
- 富山駅正面口バスターミナルより富山地方鉄道バス
  - 滑川駅前行、運転教育センター経由富山済生会病院行き、済生会病院経由富山東高校行きなどで新荒川バス亭下車 徒歩約10分（約0.6km）
- 富山地方鉄道新庄田中駅又は東新庄駅より徒歩約15分（約1.0km）
- 富山空港より車で約25分